# 绥远省银行
绥远省银行及其前身绥远平市官钱局是绥远省地方政府的官办银行。

## 历史
1920年5月绥远都统公署从北洋政府领到救济灾荒款5万元，挪作组建绥远平市官钱局。1920年6月27日在归绥旧城大南街三贤庙巷正式开办。总办刘宗昆（绥远总务处长）、会办杨绍曾（省警务处长）、监理官周登皞（绥远道尹）、张鼎彝（财政厅长）。发行纸币（制钱券、铜元券、银元券及辅币券）。俗称为“平市票”。均加印蒙文。
- 制钱兑换券：100文、300文、500文、1吊文、5吊文。
- 铜元兑换券：10枚、20枚、30枚、50枚、100枚。
- 银元兑换券及辅币券：1角、2角、5角。1925年开始发行“一元”、“五元”、“十元”。

1931年3月15日开始发行“新钞”，信用良好，与现洋无异。“旧钞”按四折收兑，1933年“旧钞”收兑销毁完毕。
1934年绥远省主席傅作义把绥远平市官钱局改官监商办为官办民监，成立理监事会。理监事成员有：建设厅长冯曦、张钦、于存灏、阎肃、纪守光、樊库、贺秉温(归绥商会会长)、郄相国(包头商会会长)、温廷相(丰镇商会会长)。
1937年日军侵占归绥、包头后，成立蒙疆银行厚和分行吞并了当地的绥远平市官钱局。1939年8月省主席傅作义在后套恢复设立“绥远平市官钱局”。1941年1月经行政院财政部批准，省主席傅作义在后套陕坝镇把“绥远平市官钱局”改为“绥远省银行”，资本总额法币100万元，董事长李居义，经理张德。内设总务、会计、营业、发行、公库、出纳6个股，及附属的“复兴试验工厂”。1941年开始实际发行绥远省银行券100万元，与法币等值流通。
抗战胜利后，1946年3月绥远省银行由陕坝迁回归绥，内设秘书、文书、会计、营业、出纳、公库、稽核7课，及经济研究室；并在包头、五原、陕坝、丰镇、集宁、米仓县、狼山、临河设分行，西北各省设办事处。1947年3月绥远省银行总经理张德来参加张垣绥署会议。察哈尔省主席傅作义命其筹建察哈尔省银行。一方面从绥远省银行借调职员，一方面整修行址、制定规章制度。1947年6月1日至11月30日代中央银行以1伪蒙疆币兑换4角法币收兑。1949年4月，鉴于金圆券彻底失败，绥远省的市面流通银元、白色五福布，但缺乏辅币，绥远省银行以3万银元为准备，5月17日开始发行银券辅券：壹角券、贰角券。后又发行壹圆券、伍分券、贰角伍分券、伍角券，十足兑现。由于印钞纸张不足，9月20日又发行5分、1分铜币。
1949年7月11日，华北人民政府驻归绥联络处银行工作组设在绥远省银行，协商支持人民银行本币（西农币、察币、晋币、冀边币）和人民币在绥远市场流通。1949年9月19日，绥远和平解放。1949年11月8日，吴广荣率中国人民银行绥远省分行人员从丰镇进驻归绥，11月26日正式合并绥远省银行。禁止银元流通，绥远省银行银券暂准流通，并从1949年11月26日至1950年1月15日，以旧人民币4000元兑换绥远省银行银券及银辅券、铜币，共收回银券856,692元，其中铜币6296元，占银币券发行数额885772元的69.72%。 

## 历任领导
经理：
- 陈庭珪

副经理：
- 李培藻

## 参照
- 蒙疆银行